# Aristippe de Cyrène
Pour les articles homonymes, voir Aristippe.
Aristippe de Cyrène (en grec ancien Ἀρίστιππος / Aristippos) est un philosophe grec (vers 435 av. J.-C., mort en 356 av. J.-C.). Disciple de Socrate, à Athènes, il est le fondateur en 399 av. J.-C. de l'école dite cyrénaïque, d'abord localisée à Cyrène (Libye), dont l'orientation principale est l'hédonisme. Il eut une fille, Arété de Cyrène, qui fut disciple de son école et lui succéda. Son petit-fils Aristippe le Jeune — surnommé le « Mètrodidacte » (μητροδίδακτος) parce qu'il fut instruit par sa mère — fut un autre dirigeant de l'école des cyrénaïques.

## Biographie
Plusieurs auteurs antiques mentionnent Aristippe : Xénophon (les Mémorables), Sextus Empiricus, Diogène Laërce, Athénée, Eschine de Sphettos, Phainias d'Érèse, Alexis, Hégésandre de Delphes, Bion de Borysthène, Sotion, Dioclès, Sosicrate de Rhodes, Panétios de Rhodes, Hippobote, Clitomaque et Favorinus. Ce sont surtout des anecdotes et apophtegmes qui furent transmis et peu d'éléments biographiques.
Son père est Aritadès selon la Souda mais W. Crönert y voit une corruption d'Arétadas. Aristippe vint à Athènes et fut le disciple de Socrate, mais à en croire Xénophon, il aurait été aussi considéré comme un sophiste puisqu'il acceptait d'être payé pour ses enseignements. Selon le philosophe de l'école péripatéticienne Phanias d'Érèse, il fut le premier des sectateurs de Socrate qui enseigna par intérêt, et qui exigea un salaire de ses élèves.
Comme Platon, qui semble avoir eu peu d'estime pour lui, il a servi le tyran Denys l'Ancien,, au point de représenter le philosophe courtisan dans les polémiques des Cyniques. Platon le cite une seule fois, au début du Phédon pour relever son absence à la mort de Socrate,, donnant lieu à des interprétations diverses et opposées.
On lui attribue de nombreuses anecdotes illustrant son manque de respect des conventions au nom d'une vie de plaisirs. Selon Plutarque qui rapporte un fragment d’Eschine de Sphettos, c’est Ischomaque qui aurait convaincu Aristippe de devenir lui aussi disciple de Socrate.
Plusieurs historiens supposent qu'Aristippe est représenté par une statue du palais Spada, un Hermès double de Berlin ou une pâte de verre du British Museum.

## Œuvres
Les catalogues anciens lui attribuaient de nombreuses œuvres, toutes perdues. Diogène Laërce (II, 83-84) indique qu'il aurait écrit une Histoire de la Libye en trois livres qu'il envoya à Denys et donne un ouvrage composé de 25 dialogues en dialecte dorien ou attique :

« Artabaze ; Aux naufragés ; Aux exilés ; À un mendiant ; À Laïs ; À Poros ; À Laïs, à propos du miroir ; Hermias ; Un Songe ; À celui qui a la coupe (ou : Au président du Banquet) ; Philomèle ; À ses intimes ; À ceux qui lui reprochent d’avoir vin vieux et courtisanes ; À ceux qui lui reprochent le luxe de sa table ; Lettre à sa fille Arétè ; À celui qui s'exerçait pour les jeux olympiques ; Question ; Autre question ; Chrie adressée à Denys ; Autre chrie sur la statue ; Autre chrie sur la fille de Denys ; À celui qui croyait être déshonoré ; Au donneur de conseils […] De l'Éducation, De la Vertu. »

Le problème est que Diogène ne donne que 23 titres et certains ne semblent pas être des dialogues. Il est soupçonné quel plusieurs d'entre eux sont apocryphes. La datation est compliquée car Diogène a l'habitude de rapporter la doctrine au fondateur de l'école.

## Doctrine
Aristippe définissait le but et la fin de la vie comme « un mouvement lisse qui débouche sur une sensation ». C'est la définition du plaisir, et il défend donc un hédonisme sans excès dans la sensualité. Il n'admet pas la thèse que le bonheur serait supérieur au plaisir et n'y voit qu'une somme de plaisirs particuliers, (ce qui le différencie de la tradition grecque de l’eudémonisme).
Les Cyrénaïques se différencient de la définition d'Épicure en prenant le plaisir comme un mouvement avec sensation et non pas une ataraxie. Ils reprochent à l'ataraxie, ou à l'apathie stoïcienne, d'être non pas un plaisir mais une anesthésie et une simple privation de douleur. Tout être recherche son plaisir et le plaisir est toujours en soi un bien, même si sa cause est mauvaise. « Les plaisirs du corps sont plus importants que ceux de l'âme. »
Contrairement aux épicuriens et à de nombreux hédonistes (comme plus tard Jeremy Bentham), Aristippe serait allé jusqu'à nier la supériorité d'un plaisir futur au nom du plaisir actuel et nier tout intérêt à différer la gratification immédiate. Comme le relève en effet Diogène Laërce (Livre II, 66), « il jouissait du plaisir que lui procuraient les biens présents et il ne se donnait pas la peine de poursuivre la jouissance de ceux qu’il n’avait pas ». Mais Denis Diderot lui reconnaît à ce sujet la nuance selon laquelle on pouvait souhaiter une peine causée par vertu si elle « devait rapporter plus de plaisir ».
Il semble qu'Aristippe ait aussi défendu un certain scepticisme, pensant que les sensations elles-mêmes sont trompeuses ou du moins relatives et subjectives mais que nous ne puissions rien connaître sans elles.[réf. nécessaire]

### Sources antiques
- Xénophon, Mémorables (Livre II, 1 ; Livre III, 8[11]).
- Diogène Laërce, Vies, doctrines et sentences des philosophes illustres [détail des éditions] (lire en ligne) (II, « Vie d'Aristippe »).
- Eusèbe de Césarée, Praeparatio evangelica (XIV, 18).

### Études modernes
- G. Giannantoni, I Cirenaici, Institut de philosophie de Rome, 1958
- G. Giannantoni, Socraticorum Reliquae, sect. IV A
- E. Mannebach, Aristippi et Cyrenaicorum fragmenta, 1961
- (la) Sententiae et apophthegmata[12] in: Fragmenta philosophorum graecorum. Volumen II, Pythagoreos, Sophistas, Cynicos et Chalcidii in priorem Timaei Platonici, partem commentarios continens [collegit, recensuit, vertit, annotationibus et prolegomenis illustravit, indicibus instruxit Fr. Guil. Aug. Mullachius], A. Firmin-Didot (Parisiis), 1867, Friedrich Wilhelm August Mullach(1807-1881). [Éditeur scientifique], 1 vol. (LXXXVIII-438 p.-4 f. de pl. fig., 27 cm.
- Xénophon (trad. Pierre Chambry), Les Helléniques. L'Apologie de Socrate. Les Mémorables : Xénophon, Œuvres complètes, t. III, Flammarion, 1967.
- Luc Brisson (dir.) et Monique Dixsaut (trad. du grec ancien), Phédon : Platon, Œuvres complètes, Paris, Éditions Flammarion, 2008 (1re éd. 2006), 2204 p. (ISBN 978-2-08-121810-9, BNF 41349824).
- Émile Chambry, Émeline Marquis, Alain Billault et Dominique Goust (trad. du grec ancien par Émile Chambry), Lucien de Samosate : Œuvres complètes, Paris, Éditions Robert Laffont, coll. « Bouquins », 2015, 1248 p. (ISBN 978-2-221-10902-1, BNF 44260812).
- [DPA 1994] Françoise Caujolle-Zaslawsky, « Aristippe de Cyrène », dans Richard Goulet (dir.), Dictionnaire des philosophes antiques, t. I, Paris, CNRS éditions, 1994, p. 370-375.
- (de) Klaus Döring,Der Sokrateschüler Aristipp und die Kyrenaiker, Akademie der Wissenschaften un der Literatur (Mainz), 1988, 70 p.
- Pierre Hadot, « Aristippe de Cyrène (~425-~355) », in: Encyclopædia Universalis [en ligne], consulté le 25 septembre 2014, Texte intégral.
- Fanny Rouet, « Figures d’Aristippe le Cyrénaïque à la Renaissance », Article en ligne.
- Claude Gagnon, « Aristippe de Cyrène ou le plaisir du Chien royal », Texte intégral en ligne.
- François Queyrel,« Aristippe de Cyrène : le Philosophe du Palais Spada », Article en ligne.
- André Laronde, Cyrène à travers la littérature grecque, Académie nationale de Metz, 2009, Article en ligne.
- Pierre Gouirand, Aristippe de Cyrène, le chien royal : une morale du plaisir et de la liberté, Maisonneuve et Larose (Paris), 2005,  (ISBN 2-7068-1849-2), 9782706818493, 478 pages.

### Sources
- La Vie d'Aristippe, écrite en grec par Diogène et mise en français par M. Le Fèvre, T. Jolly, 1668, Texte intégral.
- Christoph Martin Wieland : Aristippe et quelques-uns de ses contemporains [traduit de l'allemand par Henri Coiffier de Verfeu], Poignée (Paris), 1802, Texte intégral.
- François de Salignac de la Mothe Fénelon : Abrégé des vies des anciens philosophes, Duprat-Duverger (Paris), 1808, p. 186-200, Texte intégral.
- Michel Onfray, L'invention du plaisir suivi de Fragments cyrénaïques, Paris, Librairie générale française, coll. « Livre de poche » (no 4323), 2002, 284 p. (ISBN 978-2-253-94323-5, OCLC 490658818).
- Michel Onfray, Contre-histoire de la philosophie, vol. 1 : Les sagesses antiques, Paris, B. Grasset, coll. « Contre-histoire de la philosophie » (no 1), 2006 (réimpr. 2009), 331 p. (ISBN 978-2-246-64791-1, BNF 40111720), p. 107-130 ;